# Szczepkowskie Żale
Szczepkowskie Żale – część wsi Szczepkowo (do 31 grudnia 2002 przysiółek) w Polsce, położona w województwie mazowieckim, w powiecie płońskim, w gminie Raciąż.